# Dongfeng (Jiamusi)
Dongfeng (en chino, 东风; pinyin, Jìnghú; literalmente, ‘viento del este’) es un distrito urbano bajo la administración directa de la Prefectura Jiamusi en la Provincia de Heilongjiang, República Popular China.  Su área es de 142 km² y su población total para 2010 superó los 150 mil habitantes. 

## Administración
Desde julio de 2023, el  Distrito Dongfeng  se divide en 6 pueblos que se administran en 4 subdistritos, 1   poblado y 1 villa.